# 聽說桐島退社了
《聽說桐島退社了》（日语：桐島、部活やめるってよ）為日本作家朝井遼的小說，第22屆小說昴新人獎得獎作品。本小說後改編成電影。

## 故事簡介
排球社社長桐島突然宣布退社，並失去蹤影，看似一件不起眼的事，卻帶給周遭同學們的生活不小的影響。

## 登場人物
菊池宏樹
棒球社社員。運動萬能，經常翹掉社團活動，但總是背著社團背包。
小泉風助
個子矮小的男子排球社社員，替代退社的桐島的「自由球員」位置。
澤島亞矢
管樂社社長，擅長吹奏薩克斯風，暗戀龍汰。
電影中，暗戀宏樹。
前田涼也
電影社社員，在號稱「電影甲子園」的高中生電影競賽中獲得特別獎。國中時和霞同校。
宮部實果
壘球社社員。父親與姊姊在交通事故中去世，母親因此精神崩潰，把她當成已逝的姊姊小薰。
東原霞
羽球社社員。馬尾女孩，愛好電影。
桐島
排球社社長，全能型風雲人物，故事圍繞著「桐島」退社發展，全書中都沒有現身過。
孝介
排球社副社長，桐島退社後升任社長。實果的男朋友。
日野
排球社社員，家裡開花店。
龍汰
宏樹的好友。
梨紗
桐島的女友。
沙奈（さな）
宏樹的女友。

## 出版書籍

### 小說
- 《聽說桐島退社了》 集英社 2010年2月5日 ISBN 978-4-08-771335-0
- 《聽說桐島退社了》 集英社文庫 2012年4月20日 ISBN 978-4-08-746817-5

### 漫畫
- 《聽說桐島退社了》 Margaret Comics 2012年7月25日 ISBN 978-4-08-846801-3
  - 原作：朝井遼
  - 菊池宏樹・漫画：山森三香
  - 小泉風助・漫画：桃森三好
  - 澤島亞矢・漫画：姉森加奈
  - 前田涼也・漫画：佐藤坐久利
  - 宮部實果・漫画：齋藤茱莉亞

## 外部連結
- （日語）集英社網站介紹 （页面存档备份，存于）